# Arhopala ammonides
Arhopala ammonides är en fjärilsart som beskrevs av William Doherty 1891. Arhopala ammonides ingår i släktet Arhopala och familjen juvelvingar. Inga underarter finns listade i Catalogue of Life.

## Bildgalleri

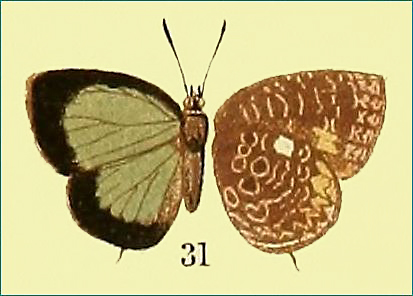